# Castillo de Siba
El  Castillo de Siba o (en persa: قلعه سیبه) es uno de los ejemplos más notables de las estructuras fortificadas rodeadas de trincheras en el distrito de Kukherd, provincia de Hormozgan en el sur de Irán.
El castillo de Siba era una estructura fortificada cuadrada situada cerca de Kukherd y en una colina por encima de un oasis de palmeras en el suroeste de Kukherd. La longitud total de su interfaz desde el sur es de aproximadamente 114 metros, mientras que su interfaz se extiende sobre el sur por 112,5 metros.